# Cool Devices
Cool Devices (яп. クールディバイシス ку:ру дибайсису, «Крутые устройства» или «Классные штучки») — знаменитая серия порнографических аниме, одна из наиболее откровенных в истории хентая. Создана на студии BEAM Entertainment, которая принадлежит японской корпорации Happinet (также владелец хентай-студии Green Bunny).
Cool Devices состоит из 11 серий, выпущенных в формате OVA. Они условно называются «операциями» (англ. «Operation»). Сценарий в каждой серии разный, за исключением «Operation 06», которая продолжает сюжет «Operation 05», и «Operation 09», которая начинается там, где закончилась «Operation 08». Основная часть сюжетов посвящена тематике БДСМ и сексуальных фетишей. Некоторые основаны на работах ряда эро-мангак (Мон-Мон, Хироюки Утатанэ, Наоми Хаякава, Aigan Shojo (яп. 愛玩少女)), часть — на хентайных играх.

## Сюжет
В серии Operation 01 невинная Ай заходит в клуб, где попадает в мир БДСМ и эксгибиционистов. Полученный опыт меняет девушку, которая принимает этот образ жизни. Operation 02 повествует о молодом человеке, ведущем затворнический образ жизни в особняке, с единственной сестрой. В конце выясняется, что юноша испытывает тягу к инцесту. В Operation 03 антропоморфная крольчиха заперта в клетке как раб для удовольствий. В этой же серии рассказывается о молодой паре, зимой занимающейся сексом в общественной купальне и привлекающей к эротическим играм случайного наблюдателя (девушку); и безымянную девушку уговаривают заняться сексом в женской ванной.
Действие Operation 04 происходит на острове: богатые девушки Руй и Кирэй отдыхают на каникулах, со временем замечая странности местных жителей и наблюдая за огромным количеством прекрасных бабочек, обитающих на острове. Девушки начинают заниматься сексом друг с другом и уроженцами острова, а в конце серии превращаются в бабочек.
В Operation 05 девственница Марино становится сексуальным рабом у домины по имени Саки и её безымянного хозяина. Следующая серия начинается с поминок в память о бывшем хозяине Саки (отце нынешнего). Сюжет сосредотачивается главным образом на воспоминаниях Саки, её садомазохистском обучении.
В Operation 07 мать Аяны повторно вступает в брак с известным детективом, преследующем распространителя запрещенного наркотика «Желтая звезда» (イエロースター; Yellow Star). С развитием сюжета становится очевидно, что детектив сам покупает препарат, чтобы подвергать падчерицу сексуальному насилию. Аяна убивает отчима, чтобы вернуться к нормальной жизни.
В двух следующий сериях рассказывается история обыкновенной японской девушки-подростка Майи Мисутани, перемещающейся в параллельное измерение. В другом мире она встречает двух похожих на ящериц существ, которые обманом продают её в рабство. Над Майей проводятся эксперименты по превращению её в сексуального раба. Однако в конце Operation 09 ей удаётся высвободить скрытые способности и стать легендарной воительницей, появление которой было предначертано.